# Myelosuppression
Als Myelosuppression, auch Myelodepression, Knochenmark(s)depression oder Knochenmark(s)hemmung genannt, bezeichnet man das Aussetzen der normalen Blutbildung (Hämatopoese) im Knochenmark. In der englischsprachigen Fachliteratur spricht man von bone marrow suppression oder myelosuppression.

## Auswirkungen
Durch die Unterdrückung der Blutbildung kommt es im Organismus zu einem Mangel an
- roten Blutkörperchen (→ Anämie),
- weißen Blutkörperchen (→ Leukopenie, Neutropenie) und
- Blutplättchen (→ Thrombozytopenie).

Als Folge dieses Mangels ist das Immunsystem erheblich geschwächt, wodurch es unter anderem häufiger zu Infektionen kommen kann. Der Mangel an Blutplättchen (Thrombozyten) führt zu einem erhöhten Blutungsrisiko. Die Anämie führt unter anderem zu einem Leistungsabfall und schneller Ermüdbarkeit. Eine Myelosuppression ist potenziell lebensbedrohlich.

## Ursachen
Eine Myelosuppression kann durch alle Faktoren ausgelöst werden, die das Knochenmark schädigen. Dies können exogene Faktoren wie beispielsweise die Strahlentherapie, Strahlenkrankheit und die Chemotherapie mit Zytostatika sein. Auch Unverträglichkeiten auf Arzneimittel, beispielsweise auf Metamizol, können über eine Agranulozytose zu einer Myelosuppression führen.
Endogene Faktoren, die zu einer Myelosuppression führen können, sind unter anderem die Immunthrombozytopenie und Knochenmarkkarzinosen. 
Verschiedene Infektionserreger können einen myelodepressiven Effekt haben, so insbesondere verschiedene Viren, die die Stammzellen direkt infizieren können wie das Cytomegalievirus (betrifft Stammzellen der Lymphopoese) und das Parvovirus B19 (Stammzellen der Erythropoese).
Nahezu alle Zytostatika sind durch ihre Myelotoxizität myelosuppressiv und limitieren für viele dieser Wirkstoffe die Dosis. Während sich bei den Krebszellen im Laufe der Therapiezyklen zunehmend Resistenzen gegenüber den Zytostatika einstellen, ist dies bei den blutbildenden (hämatopoetischen) Stammzellen nicht der Fall. Hier kumulieren die Schäden mit jedem Therapiezyklus.

## Therapie
Bei einer Chemotherapie kann durch die gleichzeitige Gabe von hämatopoetischen Wachstumsfaktoren, wie beispielsweise Granulozyten-Kolonie stimulierender Faktor (G-CSF) die akute Myelosuppression gemildert beziehungsweise verkürzt werden. Die durch eine Chemotherapie bedingte Schädigung des Knochenmarks ist fast immer heilbar.
Bei der vollständigen Eliminierung der Stammzellen im Knochenmark spricht man von einer irreversiblen Myeloablation. Sie kann in bestimmten Fällen therapeutisch notwendig sein. Durch eine Stammzelltransplantation kann dann das Knochenmark wiederhergestellt werden.

## Weiterführende Literatur
- L. Balducci: Myelosuppression and its consequences in elderly patients with cancer. In: Oncology (New York) Band 17, Nummer 11 Suppl 11, November 2003, S. 27–32, ISSN 0890-9091. PMID 14682116. (Review).
- M. B. Maxwell, K. E. Maher: Chemotherapy-induced myelosuppression. In: Seminars in oncology nursing Band 8, Nummer 2, Mai 1992, S. 113–123, ISSN 0749-2081. PMID 1621002. (Review).
- S. M. Grant, R. C. Heel: Recombinant granulocyte-macrophage colony-stimulating factor (rGM-CSF). A review of its pharmacological properties and prospective role in the management of myelosuppression. In: Drugs Band 43, Nummer 4, April 1992, S. 516–560, ISSN 0012-6667. PMID 1377118. (Review).

## Fußnote
1. ↑  Es sind jeweils beide Schreibweisen mit und ohne Fugen-s in der Literatur weit verbreitet.